# Jaharum A
Jaharum A is een bestuurslaag in het regentschap Deli Serdang van de provincie Noord-Sumatra, Indonesië. Jaharum A telt 3770 inwoners (volkstelling 2010).